# Førdefjord
Der Førdefjord (auch Sunnfjord) ist ein Fjord im Westen von Norwegen in der Fylke Vestland. Er ist der längste Fjord der historischen Landschaft Sunnfjord.

## Geografie
Der Fjord hat eine Länge von 36 Kilometern und ist dabei maximal 2 Kilometer breit. 
Er beginnt im Westen bei der Siedlung Svortevik, wo sich der Stavfjord, sein südliche Eingang vom Europäischen Nordmeer, und Brufjord, sein nördlicher Eingang, vereinigen. Zwischen den beiden, und damit an der Nordseite des Stavfjords, liegen die beiden bewohnten Inseln Askrova und Svanøya und eine Vielzahl kleinerer Inseln, Holmen und Schären, darunter etwa mittig zwischen Askrova und Svanoya das Leuchtfeuer Trefotskjær auf einer Schäre.
In den Førdefjord mündet bei Førde der Fluss Jølstra, der vom See Jølstravatn gespeist wird.

## Wirtschaft
Im Ort Naustdal, nördlich des Fjords, befindet sich Norwegens größtes Rutilvorkommen. Der Tourismus wird vor allem durch den Angeltourismus repräsentiert.

## Bevölkerung
Südlich des Fjords befinden sich die Orte Gjelsvik und Kvammen. Im Norden liegen Naustdal und Vevring. Am östlichen Ende des Fjords befindet sich der größte Ort am Fjord, Førde.

## Infrastruktur
Südlich des Førdefjordes führt die Straße 609 entlang. Diese trifft in der Nähe von Førde auf die Europastraße 39. Von dieser zweigt in nordwestlicher Richtung die Europastraße 5 ab. Bei Naustdal führt diese weiter nach Norden, es zweigt die Straße 611 in westliche Richtung ab.

## Geschichtliches

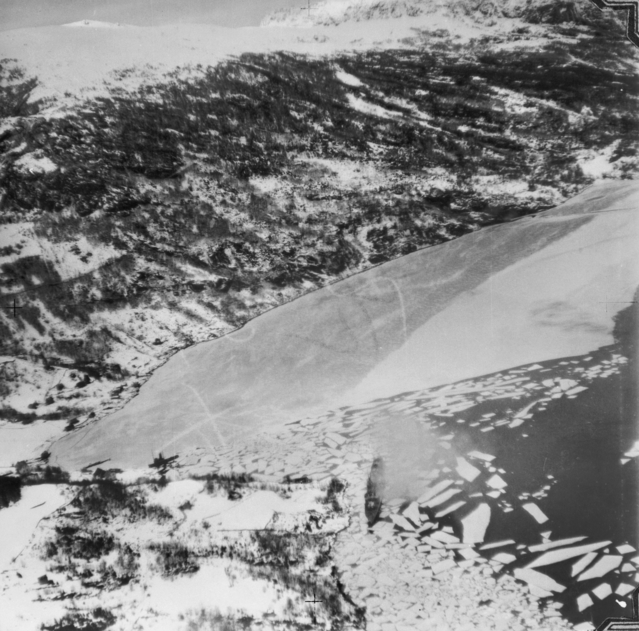
Der Zerstörer Z 33 (vorn Mitte, dunkel im hellen Eis) am 9. Februar 1945 im Førdefjord, Aufnahme aus einer angreifenden Bristol Beaufighter

Im Rahmen der „Operation Black Friday“ am 9. Februar 1945 griffen 11 Bristol Beaufighter der 455 Squadron der Royal Australian Air Force den Førdefjord an. Das einzige Schiff der Kriegsmarine im Fjord war der Zerstörer Z 33, ein Boot des Typs Zerstörer 1936 (mob). Dieser wurde beschädigt, aber nicht versenkt. Die 455 Squadron verlor bei diesem Angriff zwei Maschinen, bei neun Maschinen Gesamtverlust an diesem Tage. Z 33 überstand den Krieg und wurde der Sowjetunion übergeben.